# Greiveldange
Greiveldange (Luxemburgs: Greiweldéng, Duits: Greiveldingen) is een plaats in de gemeente Stadtbredimus en het kanton Remich in Luxemburg.
Greiveldange telt 569 inwoners (2001).